# Lucy Millowitsch
Lucy Millowitsch, auch Lucy Haubrich oder Lucy Haubrich-Millowitsch (* 8. November 1905 in Chemnitz; † 21. Juni 1990 in Köln) war eine deutsche Schauspielerin, Bühnenautorin und Leiterin des privaten Kölner Millowitsch-Theaters, die auf Hochdeutsch und auf 
Kölsch schrieb und spielte.

## Leben
Lucy Millowitsch stammte aus einer alten Schauspielerdynastie. Ihre Eltern waren der Schauspieler Peter Wilhelm Millowitsch (1880–1945) und dessen Ehefrau Käthe, geborene Planck, eine Wienerin. Ihre Tante war die Schauspielerin und Sängerin Cordy Millowitsch (1890–1977). Wie ihr jüngerer Bruder Willy Millowitsch (1909–1999), dessen Kinder Mariele und Peter ebenfalls das Schauspielfach erlernten, begann auch sie sich schon früh für das väterliche Theater zu interessieren. Schon bald stand sie zusammen mit ihrem Vater und dem Bruder auf der Bühne, seit 1936 in der eigenen Spielstätte, dem nach der Familie benannten Kölner Millowitsch-Theater. Dort konnten sie große Erfolge beim Publikum feiern. Das Geschwisterpaar galt als Idealbesetzung, wenn es darum ging, temperamentvolle Paare darzustellen. Dabei gelang es Lucy auf der Bühne immer wieder, ihren Bruder zu spontanen Einfällen zu animieren.
Von Mitte der 1930er Jahre an trat sie auch in einigen Spielfilmen auf, wie 1940 in Trenck, der Pandur mit Hans Albers oder 1942 in Das große Spiel mit René Deltgen. 1939 sah man sie in dem Film Kornblumenblau gemeinsam mit ihrer Tante Cordy Millowitsch. In den letzten Kriegsjahren zog sie sich aber wieder vom Film zurück und konzentrierte sich ganz auf das Theater. Im letzten Kriegsjahr starb ihr Vater am 14. Januar 1945.
Da die Spielstätte an der Aachener Straße durch die Bombenangriffe des Zweiten Weltkrieges nur leicht beschädigt worden war, konnte es auf Wunsch des damaligen Oberbürgermeisters Konrad Adenauer am 16. September 1945 wiedereröffnet werden. Die Geschwister, die inzwischen die Leitung des Theaters gemeinsam übernommen hatten, brachten zum Auftakt das Stück Das Glücksmädel auf die Bühne. Der Erfolg stellte sich schnell wieder ein.
Am 27. Oktober 1953 übertrug der NWDR mit dem Stück Der Etappenhase des niederdeutschen Dichters Karl Bunje erstmals eine Theateraufführung im Fernsehen. Das machte das Theater bundesweit bekannt und das Ensemble, neben den Geschwistern vor allem Elsa Scholten, zu Stars. Das 1954 herausgebrachte Stück Das goldene Kalb schrieb Lucy Millowitsch selbst. Bis heute wurden über 100 Stücke aus dem Theater übertragen, von denen viele zu regelrechten Straßenfegern wurden.
Auch bei einigen Hörspielproduktionen des NWDR Köln, bzw. des WDR trat sie ab 1948 in Erscheinung, wie 1948 und 1962 neben Erich Ponto in der weiblichen Hauptrolle des Stückes Schneider Wibbel von Hans Müller-Schlösser.
1960 heiratete Lucy Millowitsch in Venezuela den Kölner Juristen, Kunstsammler und Kunstmäzen Josef Haubrich, für den es die fünfte Ehe war. Die Ehe währte nur kurz, da Haubrich am 4. September 1961 im Alter von 72 Jahren bei einem Urlaubsaufenthalt in Bad Münstereifel starb. In der Folgezeit zog sich Millowitsch mehr und mehr aus dem Theater zurück, obwohl sie damals als eine der beliebtesten deutschen Volksschauspielerinnen galt. Sie kümmerte sich nun verstärkt um den Nachlass ihres Mannes.

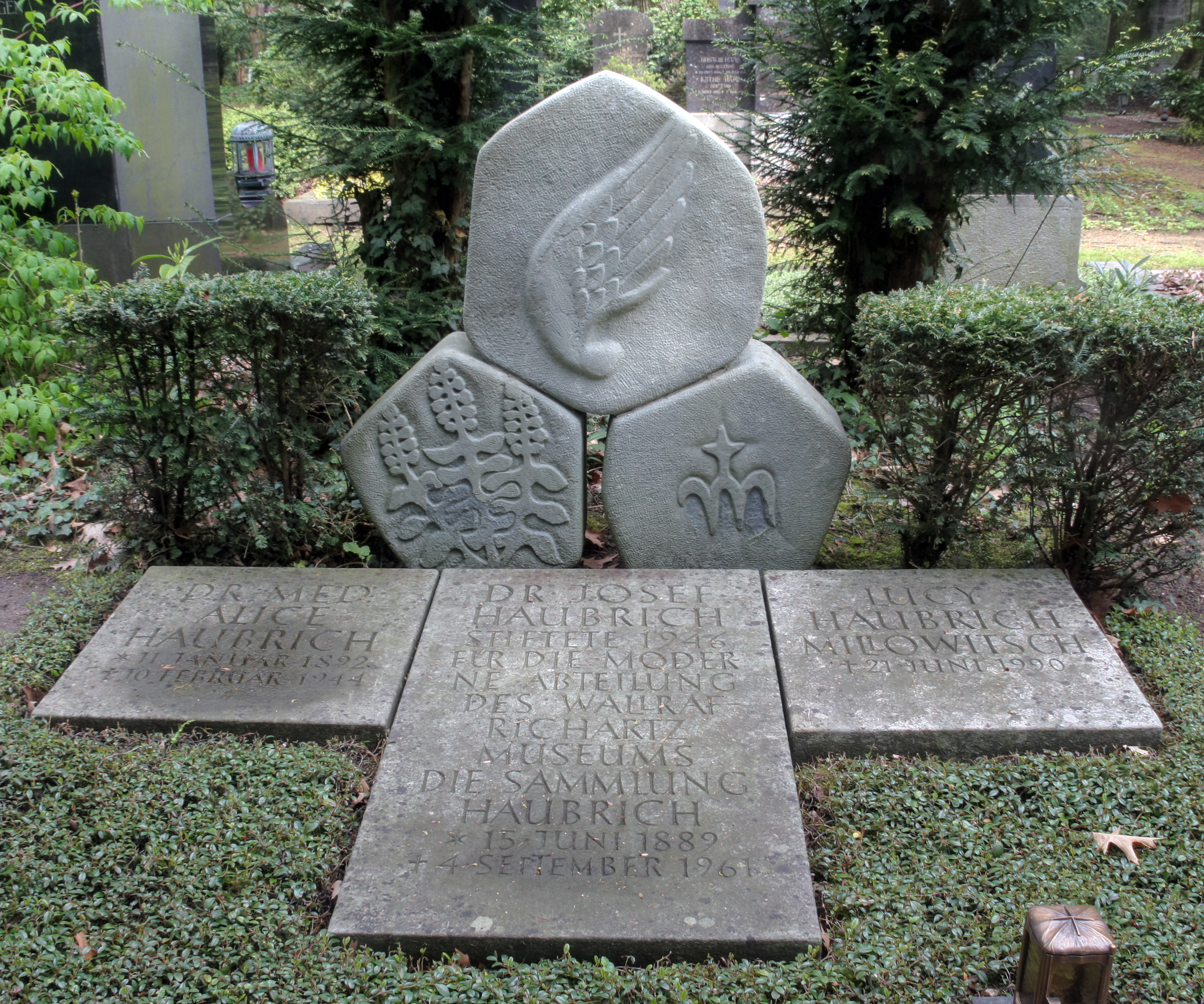
Grabstätte von Lucy Millowitsch-Haubrich sowie Alice und Josef Haubrich auf dem Melaten-Friedhof

Lucy Millowitsch starb am 21. Juni 1990 im Alter von 84 Jahren. Die Beisetzung fand am 27. Juni auf dem Kölner Melaten-Friedhof statt; die Grabstätte befindet sich direkt neben dem Millowitsch-Familiengrab.

## Filmografie (Auswahl)
- 1936: Die Unbekannte – Regie: Frank Wisbar
- 1939: Das Gewehr über – Regie: Jürgen von Alten
- 1939: Kornblumenblau – Regie: Hermann Pfeiffer
- 1940: Trenck, der Pandur – Regie: Herbert Selpin
- 1941: Mein Leben für Irland – Regie: Max W. Kimmich
- 1941: Komödianten – Regie: Georg Wilhelm Pabst
- 1942: Das große Spiel – Regie: Robert Adolf Stemmle

## Aufzeichnungen aus dem Millowitsch-Theater
- 1953: Der Etappenhase – Mit Willy Millowitsch, Franz Schneider, Jakob Kauhausen
- 1954: Drei kölsche Jungens – Regie und Darsteller: Willy Millowitsch, mit Franz Schneider, Harald Landt
- 1954: Das goldene Kalb (Drehbuch und Darstellerin) – Regie und Darsteller: Willy Millowitsch, mit Elsa Scholten, Lilo Stiegelmeier, Franz Schneider
- 1954: Das Glücksmädel – Mit Willy Millowitsch, Elsa Scholten, Franz Schneider
- 1954: Prinzess Wäscherin: Die rote Jule (Julchen) – Regie: Fritz Andelfinger – Mit Willy Millowitsch, Elsa Scholten, Franz Schneider
- 1954: Die Zwangseinweisung – Mit Willy Millowitsch, Elsa Scholten, Robert Jansen
- 1954: Charleys Tante – Regie: Hermann Pfeiffer, mit Willy Millowitsch, Franz Schneider, Egon Hoegen
- 1955: Drei Kölsche Jungen – Regie und Darsteller: Willy Millowitsch, mit Elsa Scholten, Maja Scholz, Franz Schneider
- 1958: Die spanische Fliege (Emma Klinke) – Regie: Kurt Meister, mit Willy Millowitsch, Lotti Krekel, Bernd M. Bausch
- 1959: Drei Kölsche Jungen – Regie und Darsteller: Willy Millowitsch, mit Elsa Scholten, Maja Scholz, Karl Heinz Bender
- 1959: Mädchen aus der Spitzengasse – Regie und Darsteller: Willy Millowitsch, mit Franz Schneider, Elsa Scholten, Lotti Krekel
- 1959: Das Glücksmädel – Regie und Darsteller: Willy Millowitsch, mit Helga op gen Orth, Karl Heinz Hillebrand
- 1959: Der keusche Lebemann (Anna) – Regie: Hermann Pfeiffer, mit Willy Millowitsch, Carsta Löck, Axel Monjé
- 1959: Schneider Wibbel – Regie: Peter Hamel, mit Willy Millowitsch, Heinz Bennent, Hans Müller-Westernhagen
- 1959: Drei Kölsche Jungen – Regie und Darsteller: Willy Millowitsch, mit Elsa Scholten, Helga op gen Orth, Karl Heinz Bender (Studioaufzeichnung)
- 1961: Schweinefleisch in Dosen – Regie: Hermann Pfeiffer, mit Willy Millowitsch, Lotti Krekel, Carla Neizel
- 1961: Im Nachtjackenviertel (Frau Schluddermeier) – Regie und Darsteller: Willy Millowitsch, mit Ully Engel-Harck, Franz Schneider, Elsa Scholten
- 1968: Der Meisterboxer (Adelheid Breitenbach, seine Frau) – Regie: Fred Kraus, mit Willy Millowitsch, Thomas Härtner, Lotti Krekel, Günter Lamprecht
- 1968: Pension Schöller (Josephine Krüger) – Regie: Fred Kraus, mit Willy Millowitsch, Elsa Scholten, Lotti Krekel
- 1969: Der Etappenhase – Regie und Darsteller: Willy Millowitsch, mit Lotti Krekel, Frank Barufski, Elsa Scholten

## Hörspiele

### Sprecherin
- 1948: Schweinefleisch in Dosen (Die Oma, Dümpelmanns Schwiegertochter) – Regie: Wilhelm Semmelroth, mit Alfons Godard, Hans Müller-Westernhagen, Willy Millowitsch
- 1948: Schneider Wibbel (Fin Wibbel, die Ehefrau) – Regie: Wilhelm Semmelroth, mit Erich Ponto, Karl Raaf, Hans Müller-Westernhagen (Neuaufnahme 1962)
- 1949: Ballade vom Eulenspiegel, vom Federle und von der dicken Pompanne (Schellenbartell) – Regie: Wilhelm Semmelroth, mit René Deltgen, Magda Hennings, Elisabeth Flickenschildt
- 1949: Der verkaufte Großvater (Lisbeth Palm) – Regie: Wilhelm Semmelroth, mit Rudolf Therkatz, Willy Millowitsch, Fritz Peter Vary
- 1949: Der eiserne Besen (Konditorsfrau) – Regie: Wilhelm Semmelroth, mit Günther Lüders, Hermann Pfeiffer, Annelie Jansen
- 1951: Wenn es der Teufel will (Minchen, die Ehefrau) – Regie: Wilhelm Semmelroth, mit Rudolf Therkatz, Ingeborg Schlegel, Karl Brückel
- 1954: Maler Bocks Huhzick (Frau Schäben) – Regie: Fritz Peter Vary, mit Ully Engel-Hark, Frank Barufski, Carla Neizel
- 1959: De gäl Färv (Frau Schmitz) – Regie: Fritz Peter Vary, mit Elsa Faubel, Ully Engel-Hark, Lotti Krekel
- 1960: Wat dä Schmitzens all passeet – Regie: Fritz Peter Vary, mit Kurt Faber, Willy Millowitsch, Annemarie Schlaebitz

### Hörspielbearbeitung
- 1949: ... und wir müssen zufrieden sein (von John Millington Synge) – Regie: Eduard Hermann, mit Luise Franke-Booch, Wolfgang Preiss, Marlene Riphahn
- 1951: Als er wieder nach Hause kam (von Alan Alexander Milne) – Regie: Eduard Hermann, mit Wilhelm Pilgram, Elise Tuerschmann, Wolfgang Preiss
- 1951: Die Stadt ist in Gefahr (von Georges Courteline) – Regie: Raoul Wolfgang Schnell